# Kate Moss (singolo)
Kate Moss è un singolo del gruppo musicale italiano Management, pubblicato il 14 settembre 2018 dall'etichetta Island Records.
Si tratta della prima uscita del Management dopo aver abbreviato il nome originale da «Management del dolore post-operatorio». Il singolo ha segnato la prima collaborazione del gruppo con la Island Records. Il brano è accompagnato da un video musicale diretto da Giulia Achenza e presentato in anteprima su Rolling Stone.
Il brano porta il nome della supermodella Kate Moss, icona della moda internazionale degli anni novanta e duemila, per affrontare tematiche come la manipolazione nella società dell'immagine e dell'esasperazione estetica, inclusa la grande influenza esercitata dai social media nell'età contemporanea.
Kate Moss ricorre a tendenze musicali elettroniche tipiche degli anni ottanta, distinguendosi dai precedenti lavori del gruppo, caratterizzati da sonorità perlopiù alternative e post-punk.

## Tracce
Download digitale
1. Kate Moss – 3:09

## Classifiche
| Classifica (2018)     | Posizione massima |
| --------------------- | ----------------- |
| Italia (indipendenti) | 7                 |